# Idioma mesapio
El mesapio o mesápico es una lengua muerta testimoniada epigráficamente en unas 600 inscripciones. Fue hablada en lo que actualmente es la región de Apulia (en italiano Puglia), en el sureste de Italia.
En las clasificaciones actuales de la familia de lenguas indoeuropeas, el mesapio se agrupa en la misma rama indoeuropea que el albanés, lo cual está respaldado por la evidencia lingüística fragmentaria disponible que muestra innovaciones características comunes y una serie de correspondencias léxicas significativas entre las dos lenguas, y notablemente dentro de la clasificación centum-satem ambas presentan la retención (parcial) del triple contraste protoindoeuropeo para las oclusivas dorsales, que se limita solo a ellas entre las lenguas históricas de los Balcanes y el mar Adriático (una característica similar también es evidente en el luvita de las lenguas anatolias y en el armenio). 

## Inscripciones
A continuación se muestran algunas inscripciones en mesapio comparadas con el albanés y traducida al español:
Inscripción I:
Mesapio: Plastas Moldatθehiai, bilia Etθeta hipades Aprodita.
Albanés: Plastas Moldatθehiai, e bija e Etθeta, hipje Afërditës.
Español: Plastas, Moldatθehiai, la hija de Etθeta, montada a Afrodita.
Inscripción II:
Mesapio: θotoria Marta pido vastei Basta venian aran.
Albanés: θotoria Martha e ia dha vendin e saj në arën e Basta.
Español: θotoria Marta entregó su campo al lugar de Basta.
Inscripción III:
Mesapio: Klohi Zis Anthos Thotorridas ana Aprodita Apa ogrebis.
Albanés: Zis e dëgjon Anthos Thotorridas nëna e Afërditës Apa nga ograje.
Español: Zis escucha a Anthos Thotorridas madre de Afrodita Apa del bosque.